# 網基科技
網基科技有限公司，簡稱網基科技（英語：NETALONE.COM LIMITED，港交所除牌時0336.HK），在1999年12月17日，由奇正科技有限公司更名而來，當時業務在香港經營提供資訊科技解決方案，以及金融業務等，也就是當時由盧永仁，從高振順家族入主開始。
由於受到科網股爆破，再加上由原本和金匯投資（集團）有限公司（事安集團有限公司（港交所：0338）前身）合併告吹，在2001年，由韓東強和有關人士收購完成，把原有業務終止，轉為經營銷售電腦產品，9月25日，更名為力普有限公司。之後在2004年4月30日，更名為華寶國際控股有限公司。

## 連結
- Huabao.com.hk （页面存档备份，存于）
- Huabao.todayir.com/html/ir.php